# Claude Antoine de Valdec de Lessart

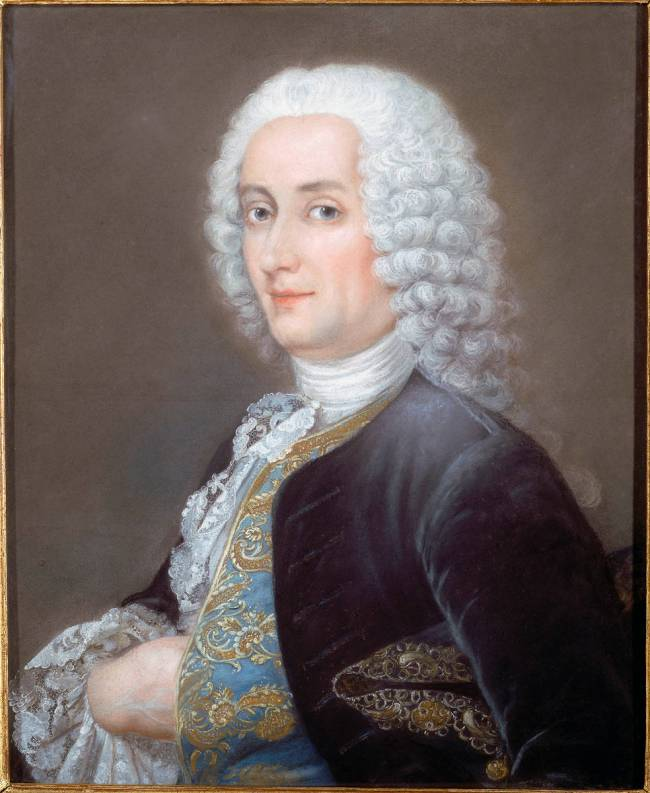
Claude Antoine de Valdec de Lessart

Claude Antoine de Valdec de Lessart (* 25. Januar 1741 in Portets; † 9. September 1792 in Versailles) war Sohn eines Barons und enger Mitarbeiter des Finanzministers Jacques Necker. Für die Tagungen der Generalstände von 1789 bestimmte ihn Ludwig XVI. als Mittler zwischen den drei Ständen.
Auch im späteren Verlauf der frühen Revolutionsphase hatte er das Vertrauen des Königs, der ihn, zeitweise in Personalunion, zum leitenden Minister von vier seiner insgesamt sechs Ministerien machte.
Als Monarchist, fiel er den Septembermassakern zum Opfer.
| Vorgänger                                  | Amt                                               | Nachfolger                              |
| ------------------------------------------ | ------------------------------------------------- | --------------------------------------- |
| Claude Guillaume Lambert                   | Finanzminister 5. Dezember 1790–28. Mai 1791      | Louis Hardouin Tarbé                    |
| François-Emmanuel Guignard de Saint-Priest | Innenminister 26. Januar 1791–29. November 1791   | Bon-Claude Cahier de Gerville           |
| Antoine-Jean-Marie Thevenard               | Marineminister 19. September 1791–7. Oktober 1791 | Antoine-François Bertrand de Molleville |
| Armand Marc de Montmorin St. Herem         | Außenminister 30. November 1791–15. März 1792     | Charles-Francois Dumouriez              |

| Personendaten    | Personendaten                        |
| ---------------- | ------------------------------------ |
| NAME             | Lessart, Claude Antoine de Valdec de |
| KURZBESCHREIBUNG | französischer Politiker              |
| GEBURTSDATUM     | 25. Januar 1741                      |
| GEBURTSORT       | Portets                              |
| STERBEDATUM      | 9. September 1792                    |
| STERBEORT        | Versailles                           |